# Луциан (лунный кратер)
Кратер Луциан (лат. Lucian) — маленький ударный кратер в северо-восточной части Моря Спокойствия на видимой стороне Луны. Название присвоено в честь древнегреческого писателя Лукиана Самосатского (ок.120— после 180 гг. н. э.) и утверждено Международным астрономическим союзом в 1973 г. 

## Описание кратера

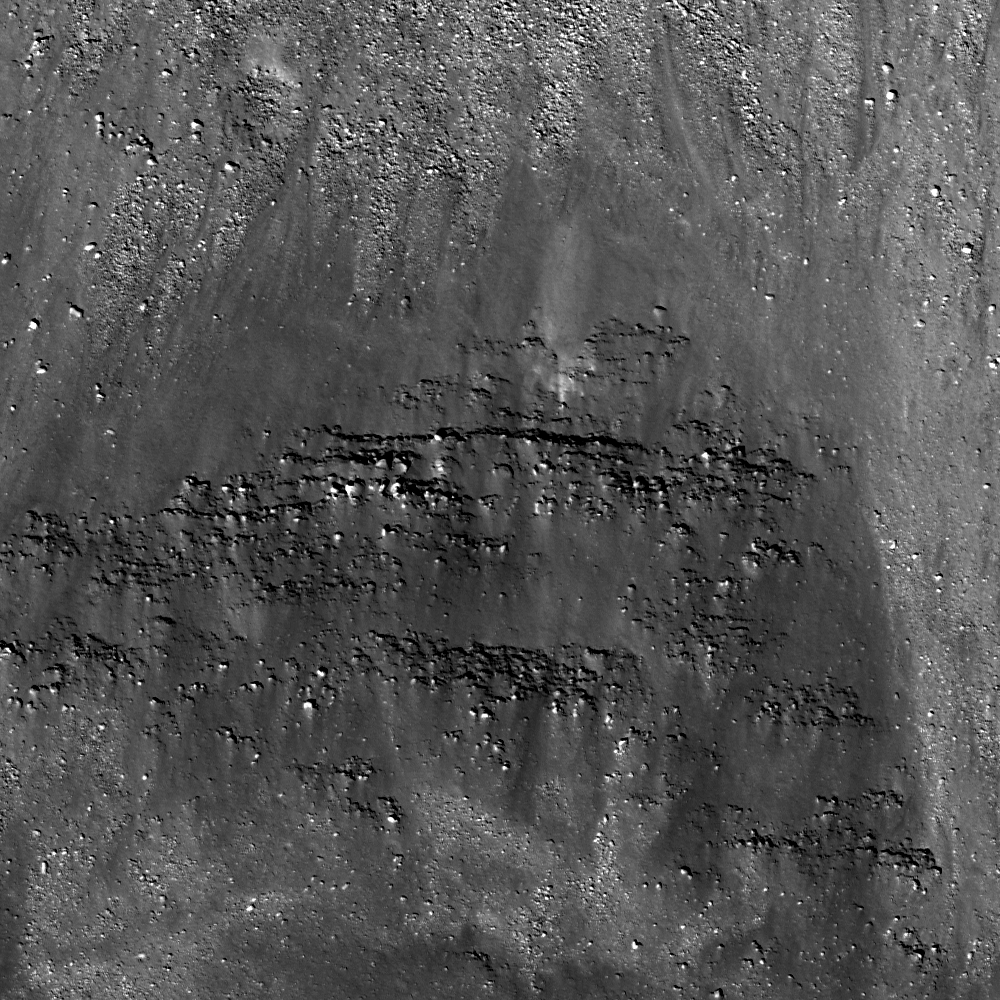
Обнажение слоев пород слагающих Море Спокойствия на южной части кромки вала кратера Луциан, тощина слоев - несколько метров. Снимок Lunar Reconnaissance Orbiter. Ширина снимка около 500 м.

Ближайшими соседями кратера являются крохотные кратеры Диана и Грас на западе; кратер Гарднер на северо-западе; кратеры Теофраст и Франц на северо-востоке; кратер Лайелл на востоке; кратер Коши на юге-юго-востоке и кратер Кахаль на западе-юго-западе. На западе от кратера находится пик Эсама; на севере Залив Любви; на востоке Болото Сновидений; на юго-востоке Залив Согласия; на юге борозда Коши и за ней уступ Коши. Селенографические координаты центра кратера 14°20′ с. ш. 36°47′ в. д. / 14,34° с. ш. 36,78° в. д., диаметр 6,9 км, глубина 1540 м.
Кратер Луциан имеет циркулярную коническую форму и не затронут разрушением. Вал с четко очерченной кромкой и гладким внутренним склоном спускающимся к маленькому участку плоского дна. Высота вала над окружающей местностью достигает 260 м, объем кратера составляет около 14 км³. 
До получения собственного наименования в 1973 г. кратер имел обозначение Маральди B (в системе обозначений так называемых сателлитных кратеров, расположенных в окрестностях кратера, имеющего собственное наименование).

## Сателлитные кратеры
Отсутствуют.

## См.также
- Список кратеров на Луне
- Лунный кратер
- Морфологический каталог кратеров Луны
- Планетная номенклатура
- Селенография
- Минералогия Луны
- Геология Луны
- Поздняя тяжёлая бомбардировка